# NGC 5124
NGC 5124 é uma galáxia elíptica (E6) localizada na direcção da constelação de Centaurus. Possui uma declinação de -30° 18' 29" e uma ascensão recta de 13 horas, 24 minutos e 50,2 segundos.
A galáxia NGC 5124 foi descoberta em 5 de Maio de 1834 por John Herschel.